# 本吉パーキングエリア
本吉パーキングエリア（もとよしパーキングエリア）は、宮城県気仙沼市にある三陸沿岸道路のパーキングエリア (PA) である。

## 概要
2019年、本吉津谷インターチェンジ - 大谷海岸インターチェンジ間開通に伴い供用開始した。上下線集約型で、駐車場も共有なため、双方向にUターン可能な構造となっている。三陸沿岸道路の無料区間では、駐車場のみのPAがほとんどであるなか、当PAと矢本パーキングエリアだけがトイレを設置している。さらに気仙沼市が利用者への憩いの場と物産・観光情報等の提供を目的に無料休憩施設と自動販売機を設置している。本線上の案内標識並びにパーキング施設にPA名は表示されていないが、電灯の柱には「本吉PA」と記載されている。
2023年7月2日より、休憩施設内に販売コーナーが開設された。隔週土曜日限定で軽トラックを使った農産物販売所「軽トラ市」が開催されている。

## 歴史
- 2019年（平成31年 / 令和元年）
  - 2月16日：本吉津谷IC - 大谷海岸IC間開通に伴い、供用開始[3]。
  - 9月7日：無料休憩施設が供用開始[4]。
- 2023年（令和5年）
  - 7月7日：休憩施設内にショップオープン[5]。

## 施設
- 駐車場
- 自動販売機
- トイレ
  - 男性 大2（多機能トイレ1）・小4（同伴の男児用1）
  - 女性 不明
  - 身障者用（多機能トイレ）1
- 無料休憩施設 (9:00 - 17:00)
- 農産物販売所「軽トラ市」（隔週土曜日のみ）

## 構造
下り線（大船渡・釜石・宮古・久慈・八戸方面）の出入口は平面Y型、上り線（石巻・仙台・いわき・水戸・東京方面）出入口は平面十字型である。

## 隣
E45 三陸沿岸道路（本吉気仙沼道路）
(22) 本吉津谷IC - 本吉PA - (23) 大谷海岸IC